# Décennie 1340 en architecture
| Années de l'architecture : 1337 - 1338 - 1339 - 1340 - 1341 - 1342 - 1343    |
| Décennies de l'architecture : 1310 - 1320 - 1330 - 1340 - 1350 - 1360 - 1370 |

Cet article présente les faits marquants de la décennie 1340 en architecture.

## Événements
- 23 avril 1340 : consécration du chœur gothique de la cathédrale de Vienne[1].
- 28 décembre 1340 : décret ordonnant la construction de la Sala Nuova du Maggior Consiglio à Venise, terminée en 1365[2]. La reconstruction du Palais des Doges commence.

## Réalisations
- 1338-1348 : achèvement de la construction de la torre del Mangia à Sienne, commencée en 1325, selon un dessin de Lippo Memmi[3].
- 1339-1380 : reconstruction de l'Église de Notre-Dame de Týn à Prague[4].
- Vers 1340 : début de la construction du château de Fort la Latte ou de la Roche Goyon  en Bretagne, achevé en 1365-1370[5].
- 1341 : construction de la Médersa mérinide à Salé (Maroc)[6].
- 1343-1502 : construction de l'église Sainte-Marie de Gdańsk[7].
- 21 novembre 1344 : la construction de la cathédrale de Prague commence, sous la direction des architectes Mathieu d'Arras (1344-1352) puis Peter Parler (1356-1399)[8].
- 1346 : début de la reconstruction de la nef de la cathédrale de Winchester en style gothique perpendiculaire[9].
- 1345 : l’architecte de Tarascon Jean de Loubières commence la construction du Palais-Neuf au palais des Papes d'Avignon pour Clément VI [10].

- 1346-1365 : élaboration du décor sculpté du palais des Doges à Venise[11].

- 1347-1349 : Andrea Pisano devient maître d’œuvre de la cathédrale d'Orvieto[12].

- 26 avril 1348 : début de la construction de la ville neuve de Prague (Karlstadt) par l'empereur Charles IV de Luxembourg[13], la plus grande opération d'urbanisme du Moyen Âge. La ville devient la troisième ville d’Europe, après Constantinople et Paris.

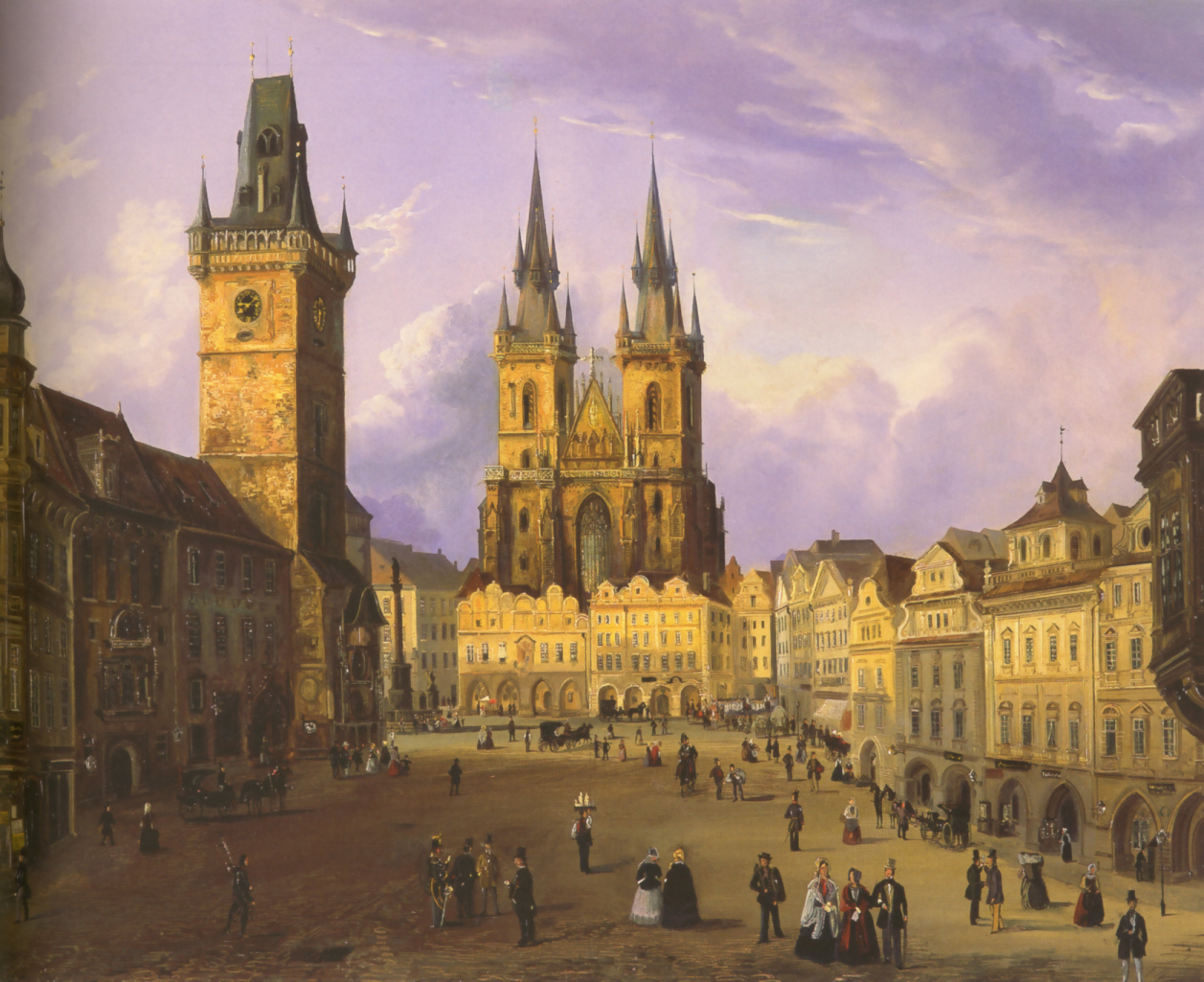
Église de Notre-Dame de Týn
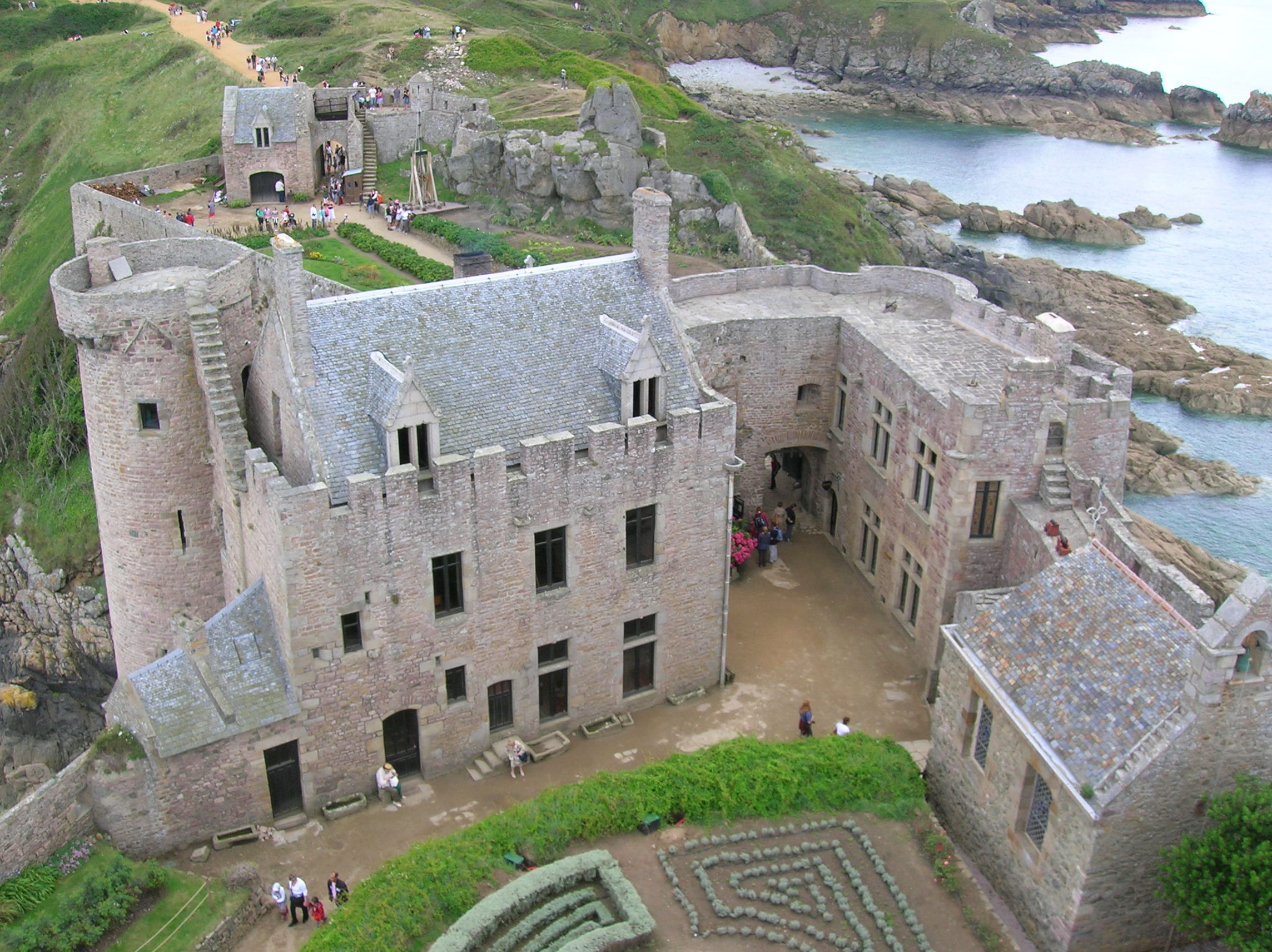
Fort la Latte
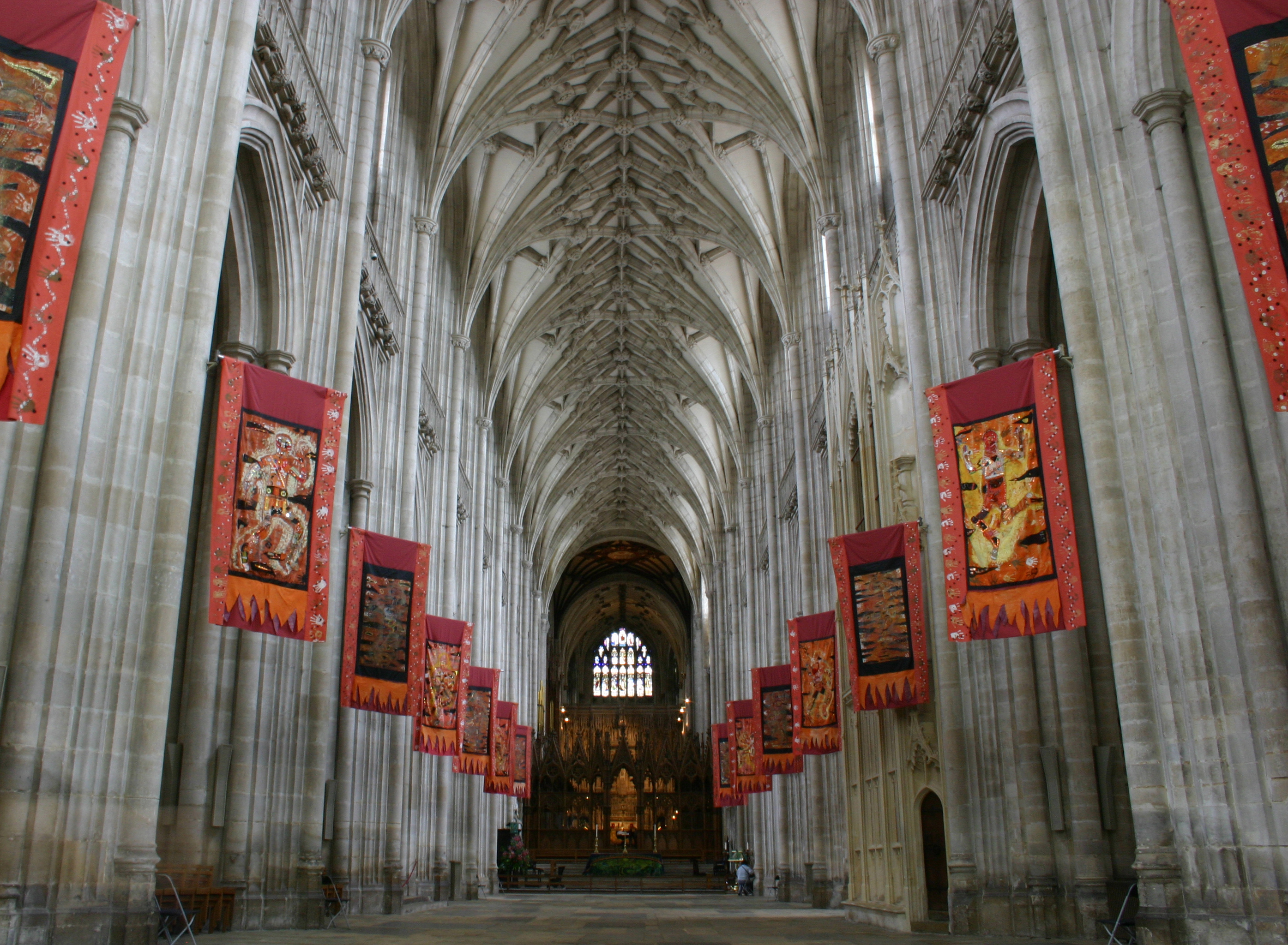
Nef de la cathédrale de Winchester
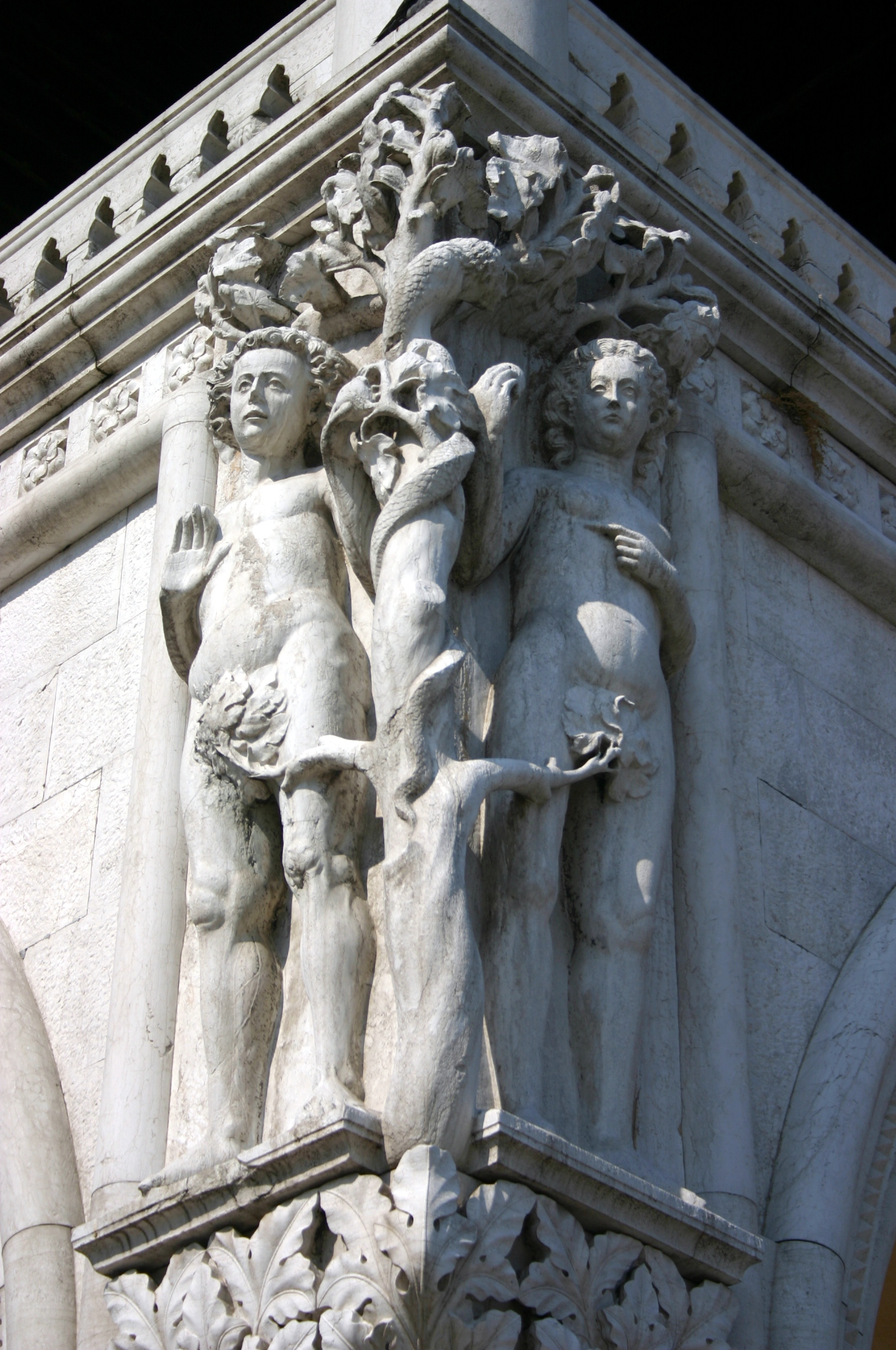
Adam et Ève, palais des Doges